# Archidium microthecium
Archidium microthecium là một loài rêu trong họ Archidiaceae. Loài này được Dixon & P. de la Varde mô tả khoa học đầu tiên năm 1928.